# George Albert Wells
George Albert Wells (22 de maio de 1926 - 23 de Janeiro de 2017), geralmente abreviado como G. A. Wells, foi um professor emérito de Alemão na Universidade de Londres. Após publicar várias obras sobre intelectuais europeus destacados, como Johann Gottfried von Herder ou Franz Grillparzer, focou-se na investigação sobre Jesus histórico, iniciada com o livro The Jesus of the Early Christians em 1971. Ficou conhecido sobretudo pela defesa da tese de que Jesus tem origem mítica, em vez de uma figura histórica, uma teoria avançada por outros académicos biblícos alemães, como Bruno Bauer e Arthur Drews.
A partir de finais da década de 1990 que Wells defendeu que a hipotética Fonte Q, que é proposta como fonte usada para alguns dos evangelhos, pode "conter reminiscências" de um milagreiro galileano itinerante ou um pregador sábio cínico. Isto tem sido interpretado como Wells ter alterado o seu ponto de vista para admitir a existência de um Jesus histórico. Em 2003, Wells afirmou, então, que discordava de Robert M. Price sobre a questão de Jesus ser um mito completo. Wells acreditava que o Jesus apresentado nos evangelhos é o resultado da atribuição de características sobrenaturais das epístolas paulinas ao pregador humano da fonte Q.